# Бусо фон Бартенслебен
Бусо фон Бартенслебен (на немски: Busso von Bartensleben; *ок. 1488; † 1548) е благородник от род Бартенслебен, господар на дворец Волфсбург в Долна Саксония и хауптман на Алтмарк.
Той е син на Ханс фон Бартенслебен-Волфсбург (* ок. 1440; † пр. 8 април 1486) и съпругата му Армгард фон дер Шуленбург, а.д.Х. Беетцендорф (* ок. 1447; † сл. 1492), дъщеря на Бусо I фон дер Шуленбург († 1475/1477) и Армгард Елизабет фон Алвенслебен (* ок. 1419). Внук е на Гюнтер фон Бартенслебен († 1446/1453) и София фон Алвенслебен († 1461).
Брат е на Ханс фон Бартенслебен (* ок. 1500; † 1542), женен за Анна фон Велтхайм (* 1499; † 19 август 1575, Магдебург); имат дъщеря.

## Фамилия
Бусо фон Бартенслебен се жени ок. 1500 г. за Берта фон Харденберг (* ок. 1492; † 30 януари 1587), дъщеря на Хайнрих IV фон Харденберг († 24 април 1493) и Салома фон Хауз († сл. 1495). Те имат син и дъщеря:
- Ханс фон Бартенслебен, женен за Агнеза (Илза) фон Раутенберг, дъщеря на Бартхолд фон Раутенберг и София фон Бортфелд; имат дъщеря:
  - Барта София фон Бартенслебен (* август 1550, Хьотенслебен; † 23 септември 1606, Магдебург), омъжена 1571 г. за Вернер XVII фон дер Шуленбург (* 1541; † 11 януари 1581)
- Барта/Берта фон Бартенслебен (* 1514; † 30 януари 1587), омъжена 1540 г. за Лудолф X фон Алвенслебен (* 1511; † 11 април 1596, дворец Хундисбург, Халденслебен)

- Дъщеря му Барта фон Алвенслебен, род. фон Бартенслебен